# Life on Death Road
Life On Death Road är ett studioalbum av det norska heavy metal-bandet Jorn, Jørn Landes solo-projekt, och gavs ut 2017 av skivbolaget Frontiers Records. På albumet spelar några nya medlemmar i Jorn, bland annat från det tyska bandet Voodoo Circle: Mat Sinner (också medlem av Primal Fear, Sinner och Kiske/Somerville), Francesco Jovino (Primal Fear, Hardline), Alex Beyrodt (Primal Fear, Silent Force) och Alessandro Del Vecchio (Hardline, Revolution Saints). Del Vecchio hade arbetat med Jorn på albumet Heavy Rock Radio och producerade Life On Death Road tillsammans med Jørn Lande.
Albumet har också gästuppträdande av gitarristerna Gus G. och Craig Goldy.

## Låtlista
1. "Life on Death Road" – 7:19
2. "Hammered to the Cross (The Business)" – 5:29
3. "Love Is the Remedy" – 4:52
4. "Dreamwalker" – 4:58
5. "Fire to the Sun" – 5:04
6. "Insoluble Maze (Dreams in the Blindness)" – 5:39
7. "I Walked Away" – 5:04
8. "The Slippery Slope (Hangman's Rope)" – 5:29
9. "Devil You Can Drive" – 6:06
10. "The Optimist" – 4:52
11. "Man of the 80's" – 4:49
12. "Blackbirds" – 6:11

Bonusspår på Japan-utgåvan
1. "The Optimist" (akustisk) – 4:34

## Medverkande
Musiker (Jorn-medlemmar)
- Jørn Lande – sång, låtskrivning
- Alex Beyrodt – gitarr, låtskrivning (spår 5)
- Alessandro Del Vecchio – keyboard, låtskrivning
- Francesco Jovino – trummor
- Mat Sinner – basgitarr

Bidragande musiker
- Gus G. – sologitarr, låtskrivning (spår 10)
- Craig Goldy – sologitarr (spår 1)

Produktion
- Jørn Lande – producent
- Alessandro Del Vecchio – producent
- Simone Mularoni – låtskrivning (spår 3, 4, 7, 9)
- Carmine Martone – låtskrivning (spår 1)